# Świdnica (Bassa Slesia)
Świdnica (in tedesco Schweidnitz, in ceco Svídnice) è una città della Polonia sud-occidentale che si trova nel voivodato della Bassa Slesia, nel distretto di Świdnica, sul fiume Bystrzyca, affluente dell'Odra.
La città è sede della Diocesi di Świdnica, istituita nel 2004 da Giovanni Paolo II.
Świdnica nel 2014, appartiene all'agglomerato in Wałbrzych .

## Geografia fisica
Si estende su una superficie di 21,76 km² e nel 2011 contava 60.213 abitanti (2.782,2 per km²).

## Storia

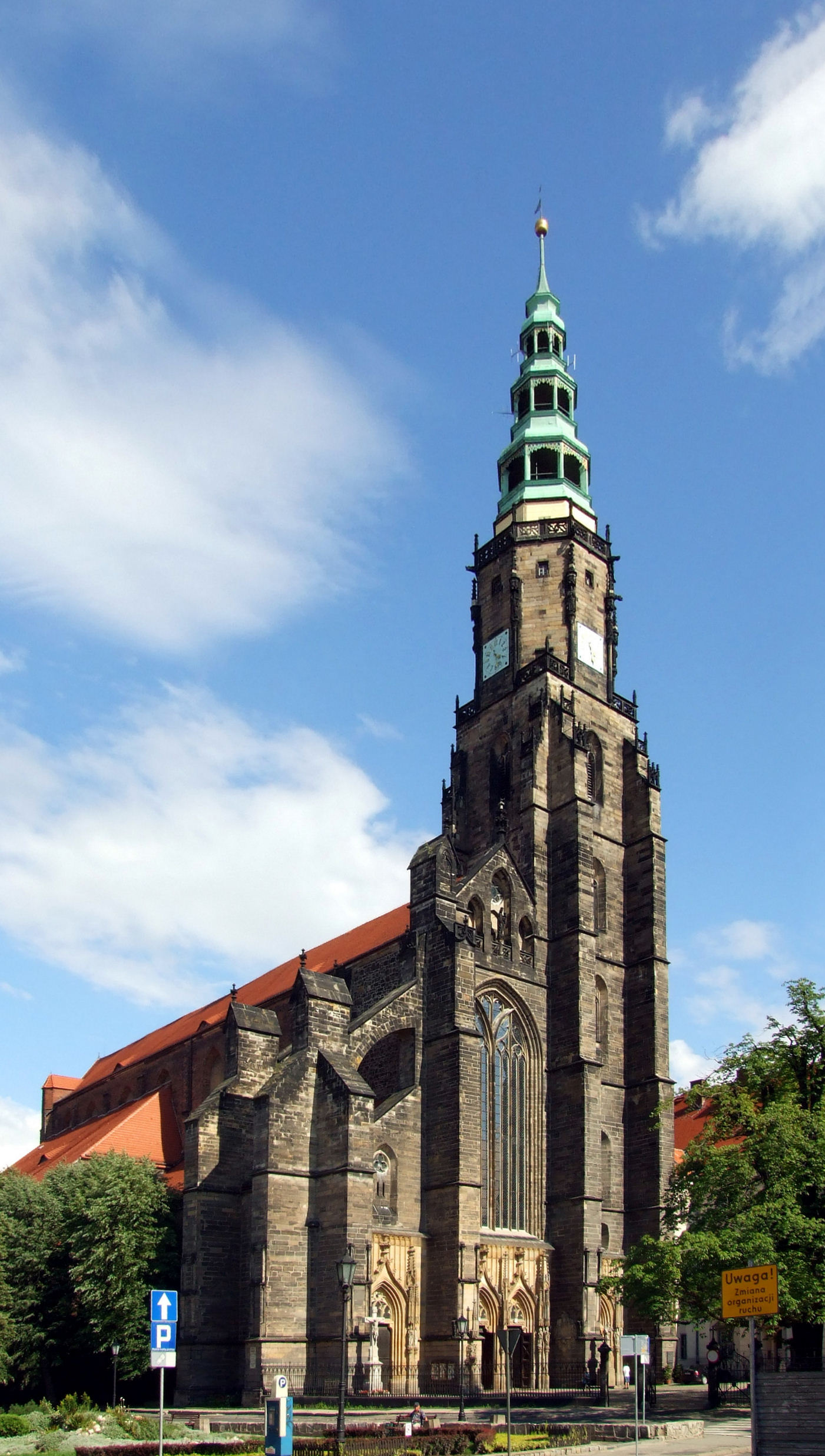
La Cattedrale dei Santi Stanislao e Venceslao.

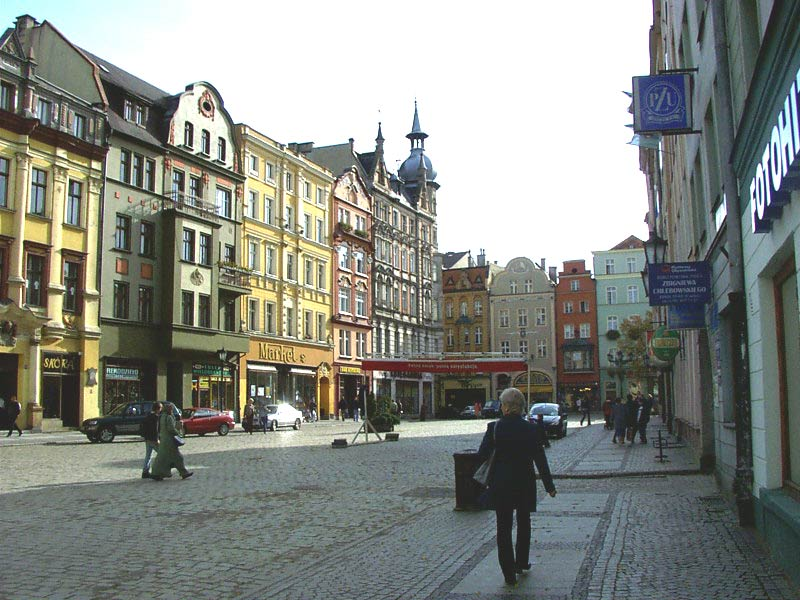
Centro storico

Intorno al 990 il territorio del distretto di Świdnica divenne parte della Polonia. Świdnica divenne città nel 1250, anche se nessun documento ufficiale è giunto fino ai giorni nostri per confermare questa data. All'inizio la città apparteneva al Ducato di Slesia, con capitale Breslavia, che promulgò due importanti editti per lo sviluppo della città. Dal 1290 Świdnica fu munita di mura difensive e di sei porte d'ingresso, l'artigianato e il commercio furono incentivati e così fiorirono. Con la morte di Ladislao II l'Esiliato il Ducato di Slesia viene diviso dai figli in quelli conosciuti come Ducati della Slesia, e la città divenne la capitale del Ducato di Świdnica (dal 1291 al 1392).
L'ultimo duca della stirpe dei Piast fu Bolko II di Schweidnitz, e successivamente alla sua morte nel 1368, le terre vennero lasciate alla moglie fino al 1392, anno della sua morte, quando le terre vennero incorporate alle terre di Boemia da Venceslao, Re dei Romani e iniziò un lungo periodo di crescita. Nel 1493, la città è descritta da Hartmann Schedel nelle sue Cronache di Norimberga come Schwednitz insieme a Neyß, Oppel, Liegnitz, Teschen, Frankenstein e altre, tutte nella regione della Slesia.
Nel 1471 operavano circa 47 corporazioni, all'incirca 300 case avevano il diritto a produrre birra, grandi fattorie per l'allevamento e per la coltivazione di luppolo crebbero. La birra veniva distribuita in molte città europee, incluse Breslavia, Praga, Heidelberg, Cracovia e Pisa.
Nel 1526 tutta la Slesia cadde sotto il dominio della casa d'Asburgo. La Guerra dei trent'anni (1618-48) devastò il ducato. La città fu annessa dalla Prussia durante i primi sette anni della prima guerra di Slesia. Conseguentemente ritornò a essere un'austera fortezza con l'esercito di Federico II di Prussia.
Schweidnitz venne riconquistata nuovamente dall'Austria dopo una lunga e difficile guerra dopo il 1762, ma con l'improvvisa morte dell'Imperatrice Elisabetta di Russia cambiarono le sorti della guerra spostando le truppe russe da Berlino e dalla Pomerania svedese, e un rapido accordo tra Svezia e Prussia costrinsero l'Austria a porre fine alla Guerra dei sette anni il 20 febbraio firmando il Trattato di Parigi che dichiarava la città bottino di guerra per la Prussia. In conseguenza di ciò, Schweidnitz divenne parte dell'Impero tedesco nel 1871 a seguito dell'unificazione della Germania, e rimase in seguito nel territorio della repubblica di Weimar e poi della Germania nazista fino alla Seconda guerra mondiale.
Dopo la guerra, la città venne posta sotto amministrazione polacca in accordo della Conferenza di Potsdam del 1945 e rinominata Świdnica. La popolazione tedesca che non era fuggita durante la guerra venne conseguentemente espulsa e rimpiazzata da cittadini polacchi, molti dei quali espulsi a loro volta dalle zone polacche annesse all'Unione Sovietica.
Dal 1975 al 1998 era parte del voivodato di Wałbrzych; ora è parte del voivodato della Bassa Slesia.

## Monumenti e luoghi d'interesse

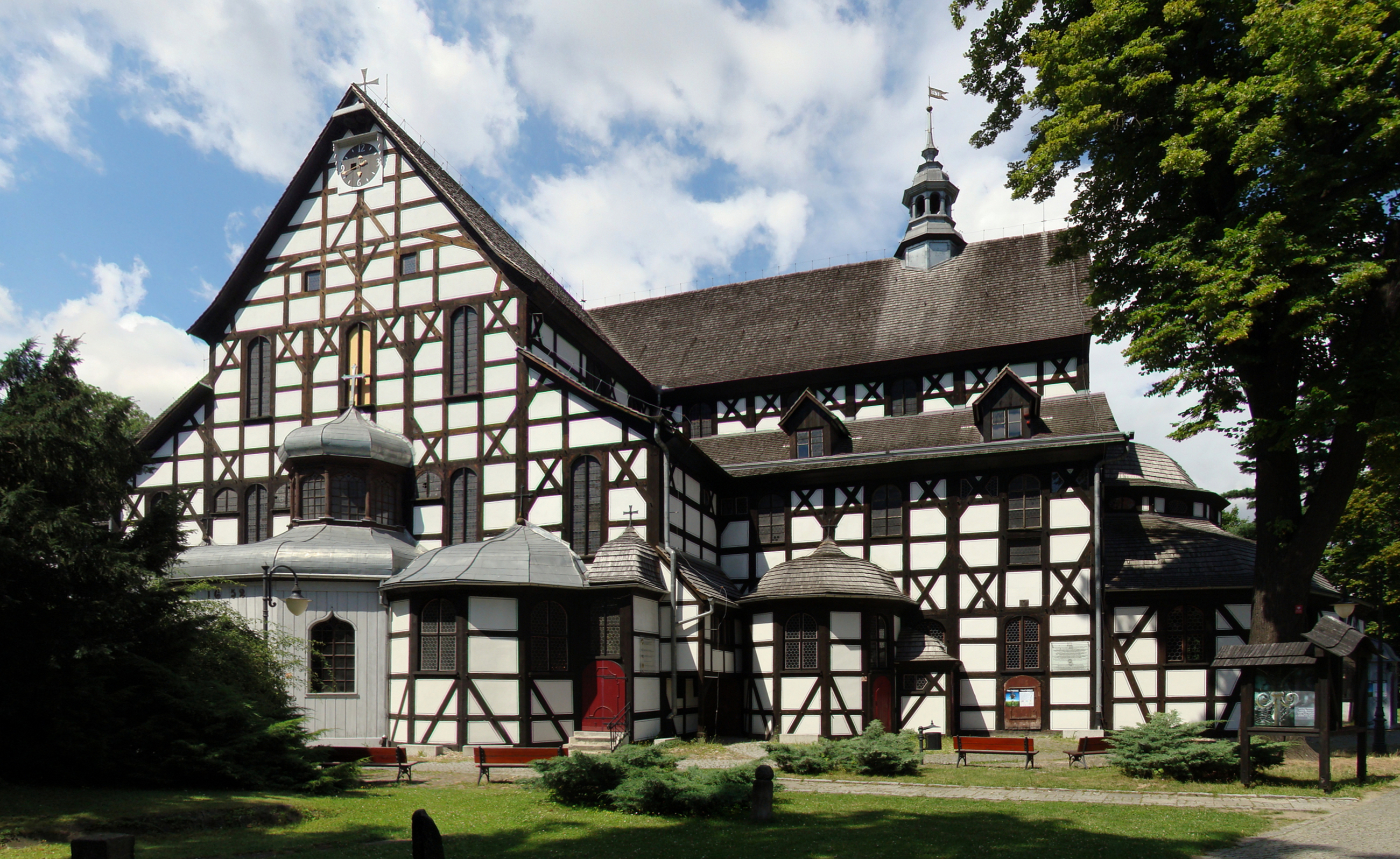
Chiesa della Pace

- La Cattedrale di San Stanislao e Venceslao, gotica del XIV secolo, ha la più alta torre della Slesia, 104 metri[1].
- L'evangelica Chiesa della Pace, un Patrimonio dell'umanità dell'UNESCO dal 2001, venne costruita negli anni 1656-57 dopo la Pace di Vestfalia del 1648 che permise ai Luterani nella parte cattolica della Slesia di costruire tre chiese evangeliche, purché utilizzassero solo legno, fango e paglia, costruite fuori le mura della città e senza campanili o torri. Il tempo di costruzione era inoltre limitato ad un anno.
- La Piazza del Mercato ("Rynek") con il tipico edificio al centro.

## Amministrazione

### Gemellaggi
- Biberach an der Riss, dal 1990
- Police nad Metuji, dal 1994
- Trutnov, dal 1998
- Kazincbarcika, dal 1999
- Nižyn, dal 2001
- Ivano-Frankivs'k, dal 2008

La città è anche gemellata con il Distretto britannico di Tendring dal 1999 e con il Comune distrettuale di Švenčionys, in Lituania, dal 2002.